# Jean-Pierre Bade
Jean-Pierre Bade (Saint-Louis, 18 de março de 1960) é um ex-futebolista e treinador de futebol francês.
Iniciou a carreira em 1978, no Lens. Passou também por Olympique de Marselha, Nantes, Strasbourg e Racing Paris, encerrando a carreira profissional em 1992, no Bordeaux, aos 32 anos. De volta a Reunião, jogou por mais 8 anos por 2 equipes locais (JS Saint-Pierroise e Saint-Louisienne) até encerrar de vez a carreira como jogador em 2000. Foi no Saint-Louisienne onde Bade iniciou a carreira de técnico em 1995, exercendo funções de jogador-treinador. A partir de 2001, exerceria apenas o comando técnico da equipe, onde permaneceu até 2003.
Após comandar JS Saint-Pierroise,  US Stade Tamponnaise e Saint-Louisienne (segunda passagem como técnico), Bade é, desde 2009, treinador da Seleção Reunionense, que embora seja filiada à CAF, não é filiada à FIFA. Em 2014, voltou ao Saint-Pierroise e, desde então, exerce paralelamente os dois cargos.

## Títulos

### Como jogador
Bordeaux
- Ligue 2: 1991-92

Saint-Louisienne
- Campeonato Reunionense: 1993,1994

Saint-Pierroise
- Campeonato Reunionense: 1997, 1998

### Como treinador
Saint-Louisienne
- Campeonato Reunionense: 2001, 2002 e 2012
- Copa das Ilhas Reunião: 2002

Stade Tamponnaise
- Campeonato Reunionense: 2005, 2006 e 2007
- Copa das Ilhas Reunião: 2008